# Cabalzarit
Cabalzarit ist ein sehr selten vorkommendes Mineral aus der Mineralklasse der „Phosphate, Arsenate und Vanadate“. Er kristallisiert im monoklinen Kristallsystem mit der chemischen Zusammensetzung Ca(Mg,Al,Fe)2(AsO4)2(H2O,OH)2 und ist damit chemisch gesehen ein wasserhaltiges Calcium-Magnesium-Aluminium–Eisen-Arsenat mit einem variablen Anteil an zusätzlichen Hydroxidionen.
Cabalzarit entwickelt an seiner Typlokalität in Gängen im Brauniterz sitzende isolierte Kristalle von 1 mm Größe mit oft gebogenen Flächen und axtförmigem Habitus. Daneben existieren komplexe polykristalline Aggregate von maximal 2 mm Länge, radialstrahlige Aggregate aus faserigen bis tafeligen Kristallen von 3 mm Länge sowie parallelfaserige Aggregate, die bis 2 mm mächtige Gängchen vollständig ausfüllen. Die Typlokalität des Minerals ist die 14,3 km südsüdöstlich von Tiefencastel liegende ehemalige Mangan-Lagerstätte der „Grube Falotta“ bei Tinizong (Tinzen), Oberhalbstein im Albulatal, Graubünden, Schweiz.

## Etymologie und Geschichte
Die Halden der aufgelassenen „Grube Falotta“ im Oberhalbstein sind bekannt für interessante Arsenminerale wie in Gängchen auftretenden, massiven Brandtit-Sarkinit mit untergeordnet Manganberzeliit und Grischunit sowie in kleinen, offenen Klüften vorkommende, freistehende Kristalle von Tilasit, Kemmlitzit, Bergslagit und Geigerit. Hier entdeckten schweizerische Mineralsammler Mitte der 1990er Jahre ein visuell nicht identifizierbares Mineral, bei der vermutet wurde, dass es sich um eine weitere neue Mineralphase handelt. Die schweizerischen Mineralsammler Thomas Mummentaler (Zürich), Hans-Peter Klinger (Jona) und Walter Cabalzar (Chur) stellten Material zur Verfügung, in dem Mineralogen am Institut für Kristallographie der Universität Lausanne sowie am Institut für Mineralogie und Petrographie der Universität Basel einen neuen Vertreter der Tsumcoritgruppe erkannten. Nach umfangreichen Untersuchungen wurde die neue Phase der International Mineralogical Association (IMA) vorgelegt, die sie im Jahre 1997 als neues Mineral anerkannte. Im Jahre 2000 wurde das Mineral von einem internationalen Wissenschaftlerteam um den schweizerisch-australischen Mineralogen Joël Brugger sowie Nicolas Meisser, Kurt Schenk, Peter Berlepsch, Michel Bonin, Thomas Armbruster, Daniel Nyfeler und Susanne Schmidt im US-amerikanischen Wissenschaftsmagazin „The American Mineralogist“ als Cabalzarit beschrieben. Die Autoren benannten das Mineral nach dem schweizerischen Amateurmineralogen Walter Cabalzar (* 1919) in Anerkennung seiner Beiträge zur Mineralogie des Kantons Graubünden. Cabalzar war u. a. an der Entdeckung der beiden Minerale Grischunit und Geigerit, deren Typlokalität in beiden Fällen ebenfalls die „Grube Falotta“ ist, beteiligt.
Das Typmaterial für Cabalzarit wird unter den Katalognummern MGL #73785 und # MGL 73786 (Holotyp) sowie MGL # 65185 und MGL # 73787 (Cotyp) in der „Sammlung des Musée cantonal de géologie de Lausanne“ in Lausanne in der Schweiz aufbewahrt. Eine weitere Cotyp-Stufe befindet sich in der Sammlung des Naturhistorischen Museums Basel (Katalognummer 13002).

## Klassifikation
Die aktuelle Klassifikation der International Mineralogical Association (IMA) zählt den Cabalzarit zur Tsumcoritgruppe mit der allgemeinen Formel Me(1)Me(2)2(XO4)2(OH,H2O)2, in der Me(1), Me(2) und X unterschiedliche Positionen in der Struktur der Minerale der Tsumcoritgruppe mit Me(1) = Pb2+, Ca2+, Na+, K+ und Bi3+; Me(2) = Fe3+, Mn3+, Cu2+, Zn2+, Co2+, Ni2+, Mg2+ und Al3+ und X = As5+, P5+, V5+ und S6+ repräsentieren. Zur Tsumcoritgruppe gehören neben Cabalzarit noch Cobaltlotharmeyerit, Cobalttsumcorit, Ferrilotharmeyerit, Gartrellit, Helmutwinklerit, Kaliochalcit, Krettnichit, Lotharmeyerit, Lukrahnit, Manganlotharmeyerit, Mawbyit, Mounanait, Natrochalcit, Nickellotharmeyerit, Nickelschneebergit, Nickeltsumcorit, Phosphogartrellit, Rappoldit, Schneebergit, Thometzekit, Tsumcorit, Yancowinnait und Zinkgartrellit. Cabalzarit bildet zusammen mit Cobaltlotharmeyerit (Me(2) = Co), Ferrilotharmeyerit (Fe3+) Lotharmeyerit (Zn), Manganlotharmeyerit (Mn) und Nickellotharmeyerit (Ni) die „Lotharmeyerit-Untergruppe“.
Da der Cabalzarit erst 1997 als eigenständiges Mineral anerkannt wurde, ist er in der zuletzt 1977 überarbeiteten 8. Auflage der Mineralsystematik nach Strunz noch nicht verzeichnet.
In der zuletzt 2018 überarbeiteten Lapis-Systematik nach Stefan Weiß, die formal auf der alten Systematik von Karl Hugo Strunz in der 8. Auflage basiert, erhielt das Mineral die System- und Mineralnummer VII/C.31-006. Dies entspricht der Klasse der „Phosphate, Arsenate und Vanadate“ und dort der Abteilung „Wasserhaltige Phosphate, ohne fremde Anionen“, wo Cabalzarit zusammen mit Cobaltlotharmeyerit, Cobalttsumcorit, Ferrilotharmeyerit, Gartrellit, Helmutwinklerit, Krettnichit, Lotharmeyerit, Lukrahnit, Manganlotharmeyerit, Mawbyit, Mounanait, Nickellotharmeyerit, Nickelschneebergit, Nickeltsumcorit, Phosphogartrellit, Rappoldit, Schneebergit, Thometzekit, Tsumcorit, Yancowinnait und Zinkgartrellit die „Tsumcorit-Gartrellit-Gruppe“ mit der Systemnummer VII/C.31 bildet.
Die von der International Mineralogical Association (IMA) zuletzt 2009 aktualisierte 9. Auflage der Strunz’schen Mineralsystematik ordnet den Cabalzarit ebenfalls in die Abteilung der „Phosphate usw. ohne zusätzliche Anionen; mit H2O“ ein. Diese ist allerdings weiter unterteilt nach der relativen Größe der beteiligten Kationen und dem Stoffmengenverhältnis von Phosphat-, Arsenat- bzw. Vanadat-Komplex zum Kristallwassergehalt. Das Mineral ist hier entsprechend seiner Zusammensetzung in der Unterabteilung „Mit großen und mittelgroßen Kationen; RO4 : H2O = 1 : 1“ zu finden ist, wo es zusammen mit Cobaltlotharmeyerit, Cobalttsumcorit, Ferrilotharmeyerit, Krettnichit, Lotharmeyerit, Manganlotharmeyerit, Mawbyit, Mounanait, Nickellotharmeyerit, Nickelschneebergit, Schneebergit, Thometzekit und Tsumcorit die „Tsumcoritgruppe“ mit der Systemnummer 8.CG.15 bildet.
In der vorwiegend im englischen Sprachraum gebräuchlichen Systematik der Minerale nach Dana hat Cabalzarit die System- und Mineralnummer 40.02.12.01. Dies entspricht ebenfalls der Klasse der „Phosphate, Arsenate und Vanadate“ und dort der Abteilung „Wasserhaltige Phosphate etc.“. Hier ist er als einziges Mitglied in einer unbenannten Gruppe mit der Systemnummer 40.02.12 innerhalb der Unterabteilung „Wasserhaltige Phosphate etc., mit A2+(B2+)2(XO4) × x(H2O)“ zu finden.

## Chemismus
Vier Mikrosondenanalysen an Cabalzarit ergaben Mittelwerte von 13,64 % CaO; 7,54 MgO; 0,49 % SrO; 9,84 % Al2O3; 0,55 % Mn2O3; 4,38 % Fe2O3; 0,05 % SiO2; 55,57 % As2O5 und 7,11 % H2O (berechnet) sowie geringe Mengen an V2O5 (≤ 0,15 %), P2O5 (≤ 0,11 %), Na2O (≤ 0,08 %) und PbO (≤ 0,12 %). Auf der Basis von zehn Sauerstoffatomen errechnete sich aus ihnen die empirische Formel (Ca1,00,Sr0,02)Σ=1,02(Al0,80Mg0,77Fe0,23Mn0,03)Σ=1,83(AsO4)2[(H2O)1,24(OH)0,76]Σ=2,00, welche zu Ca(Al,Mg,Fe3+)(AsO4)2(H2O,OH)2 idealisiert wurde.
Die chemische Variabilität der Cabalzaritkristalle findet vorrangig auf der Me(2)-Position unter Einbeziehung von Mg, Al, Fe und – in deutlich geringerem Umfang – Mn statt. In einem Mg-Fe-Al-Dreiecksdiagramm sind die darstellenden Punkte der Zusammensetzung nahezu gleichmäßig zwischen den Mg- und Al-Feldern verteilt und liegen teilweise nahe dem Tripelpunkt.
Dadurch ist in den Kristallen auch eine Mischkristallbildung auf der Me(2)-Position unter Einbeziehung der genannten zwei- und dreiwertigen Elemente weit verbreitet. Die Mischkristallbildung auf der Me(2)-Position wird durch eine gekoppelten Substitution gemäß M2+ + H2O ↔ M3+ + OH− begleitet.
Cabalzarit ist ein typisches Beispiel für ein Mineral mit einem nomenklatorischen Klassifikationsproblem, weil seine chemische Zusammensetzung in der Mitte einer Mischkristallreihe liegt. Es werden sowohl
Kristalle mit Dominanz von Mg2+ als auch von Al3+ auf der Me(2)-Position gefunden, das Al/Mg-Verhältnis variiert zwischen 0,69 und 2,21. Der Großteil der Analysen liegt beiderseits der Linie Al:Mg = 1:1. Es konnte auch kein Kristall mit Al- oder Mg-Endgliedzusammensetzung isoliert werden. In Übereinstimmung mit den Richtlinien der IMA wurden deshalb keine zwei verschiedenen Namen für die beiden theoretischen Endglieder, sondern nur ein Name für den realen intermediären Mischkristall vergeben.
Cabalzarit stellt das Mg-dominante Analogon zum Zn-dominierten Lotharmeyerit dar. Er ist auch das entsprechende Analogon zum Fe3+-dominiertem Ferrilotharmeyerit, zum Mn3+-dominierten Manganlotharmeyerit, zum Co-dominierten Cobaltlotharmeyerit und zum Ni-dominierten Nickeltlotharmeyerit.

## Kristallstruktur
Cabalzarit kristallisiert im monoklinen Kristallsystem in der Raumgruppe C2/m (Raumgruppen-Nr. 12) mit den Gitterparametern a = 8,925 Å; b = 6,143 Å; c = 7,352 Å und β = 115,25° sowie zwei Formeleinheiten pro Elementarzelle.
Die Kristallstruktur des Cabalzarit ist identisch mit der Struktur der anderen Vertreter der Tsumcoritgruppe. Die Me(2)Φ6-Oktaeder (Φ: O2−, OH−, H2O) besitzen gemeinsame Kanten und sind zu in Richtung der b-Achse [010] gestreckten Ketten angeordnet. Diese Ketten sind durch gemeinsame Ecken mit AsO4-Tetraedern miteinander verknüpft und bilden dadurch Schichten mit der Zusammensetzung Me(2)(AsO4)(OH,H2O), die parallel (001) angeordnet sind. Die Topologie dieser Schicht ist identisch mit der im Natrochalcit, NaCu2(SO4)2(H3O2). Die Ca2+-Kationen befinden sich zwischen den Schichten und sorgen für die Verbindung zwischen den Schichten in Richtung der a-Achse [100]. Wasserstoffbrückenbindungen existieren in den Schichten (zwischen den zwei O1-Atomen, welche zu zwei Oktaeder-Ketten gehören) sowie über die Schichten hinweg (zwischen O1 und O4 an der Spitze der AsO4-Tetraeder). Die Strukturen von Cabalzarit und Ferrilotharmeyerit ähneln einander sehr; der Hauptunterschied zwischen beiden besteht in der Größe des Me(2)-Oktaeders.
Cabalzarit ist isotyp (isostrukturell) zu den monoklinen Vertretern der Tsumcoritgruppe wie Tsumcorit und Natrochalcit und den anderen, oben genannten Vertretern der Lotharmeyerit-Untergruppe.

## Eigenschaften

### Morphologie
Cabalzarit entwickelt an seiner Typlokalität Einzelkristalle von maximal 1 mm Größe, die einen axinitartigen Habitus und oft gebogene Flächen aufweisen. Sie sind plattig nach dem Basispinakoid {001} entwickelt und weisen daneben die Flächen eines Prismas und zweier weitere Pinakoide auf. Daneben existieren faserige bis tafelige Kristalle bis zu 3 mm Länge, die zu radialen Aggregaten bis zu 5 mm Durchmesser gruppiert sind. Sie sitzen in dünnen Bruchspalten und sind dort in zwei Dimensionen entwickelt, bilden aber bei genügend Raum zur Kristallisation auch dreidimensionale, kugelige Aggregate aus. Cabalzarit findet sich ferner in Form von in Drusen sitzenden komplexen polykristallinen Aggregaten bis zu 2 mm Länge sowie in parallelfaserigen Aggregaten, die 2 mm mächtige Gängchen ausfüllen. Cabalzarit-Aggregate mit dieser Ausbildung können mit dem Silikatmineral Sursassit verwechselt werden, welches in ihrer Paragenese auftritt.

### Physikalische und chemische Eigenschaften
Die Kristalle des Cabalzarit sind hellbräunlich bis bräunlichrosa, selten orangebraun. Die Strichfarbe des Cabalzarits wird mit farblos angegeben, ist aber, da es kein farbloses Mineralpulver geben kann, wohl weiß.
Die Oberflächen der durchsichtigen Kristalle weisen einen glasartigen Glanz auf, was gut mit den Werten für die Lichtbrechung übereinstimmt. An den Kristallen des Cabalzarits wurden mittelhohe bis hohe Werte für die Lichtbrechung (n = 1,76 parallel zur Faserelongation, n = 1,70 senkrecht dazu)  und für die Doppelbrechung (δ = 0,060) festgestellt. Der berechnete Wert für die Lichtbrechung beträgt 1,77. Unter dem Mikroskop zeigt das Mineral im durchfallenden Licht keinen Pleochroismus.
Cabalzarit besitzt keine Spaltbarkeit. Er bricht aber ähnlich wie Amblygonit, wobei die Bruchflächen uneben ausgebildet sind.  Mit einer Mohshärte von ≈ 5 gehört das Mineral zu den mittelharten Mineralen, steht damit zwischen den Referenzmineralen Fluorit (Härte 4) und Apatit (Härte 5) und lässt sich wie diese mehr (Fluorit) oder weniger (Apatit) leicht mit dem Taschenmesser ritzen. Die Vickershärte VHN50 wurde mit 429 kg/mm2 bestimmt. Die gemessene Dichte für Cabalzarit beträgt 3,89 g/cm3, die berechnete Dichte 3,64–3,86 g/cm3. Das Mineral zeigt weder im lang- noch im kurzwelligen UV-Licht eine Fluoreszenz.
Angaben zum chemischen Verhalten, insbesondere gegenüber Säuren, fehlen.

## Bildung und Fundorte
Cabalzarit ist ein typisches Sekundärmineral, welches, ähnlich wie Manganlotharmeyerit, aber im Gegensatz zu den meisten anderen Vertretern der Tsumcoritgruppe, nicht in der Oxidationszone von arsenreichen polymetallischen Buntmetall-Lagerstätten, sondern in retrograd metamorphosierten, syngenetisch-exhalativen Manganerzen entdeckt wurde. Die sedimentären Erze rekristallisierten während der regionalen Alpinen Metamorphose unter niedrigsten grünschieferfaziellen Bedingungen (≤ 325 °C, 3–5 kb). Die Erze bestehen heute hauptsächlich aus Braunit, Rhodonit und Spessartin, daneben lokal aus Tinzenit, Parsettensit, Sursassit und einem strontiumhaltigen Piemontit.
Als sehr seltene Mineralbildung konnte Cabalzarit bisher (Stand 2018) erst von drei Fundstellen beschrieben werden. Die Typlokalität des Cabalzarits ist die kleine Mangan-Lagerstätte der „Grube Falotta“ bei Tinizong (Tinzen), Oberhalbstein im Albulatal, Graubünden, Schweiz, aus der während des Zweiten Weltkriegs von 1941 bis 1945 ca. 1800 t Manganerze gewonnen worden sind. Falotta gehört zu den zahllosen kleinen, in Radiolariten aus dem Oberjura (Malm) sitzenden Manganlagerstätten, die die MORB-Basalte innerhalb der mächtigen ophiolithischen Sequenz der Tektonische Platte-Decke in den Schweizer Alpen überlagern.
Interessanterweise wurde das Mineral auch in Buntmetalllagerstätten nachgewiesen. Dazu zählen die „Aghbar Mine“ und der Tagebau Aghbar im Bergbaurevier von Bou Azzer bei Taznakht (Tazenakht), Provinz Ouarzazate in der Region Drâa-Tafilalet im Süden Marokkos, wo das Mineral in der Folge der Verwitterung eines variszischen hydrothermalen Co-Ni-As-(Cu-U-Mo)-Gangs entstand. Cabalzarit findet sich hier in winzigen gelblichen Körnern zusammen mit Arseniosiderit in der Matrix von Erythrin-Talmessit-Stufen, auf denen gipsähnliche Maghrebit-Kristalle sitzen.
Als dritter Fundort für Cabalzarit erwies sich die „Miniera di Monte Nero“ bei Rocchetta di Vara unweit La Spezia, Region Ligurien in Italien.
Parageneseminerale des Cabalzarits in der Grube „Falotta“ sind Quarz, „Adular“, Kutnahorit, Tilasit, Grischunit und Arseniosiderit zusammen mit feinnadeligen Aggregaten aus Tripuhyit, schwarzen Krusten aus Manganoxihydroxiden (Rancieit-Takanelith) sowie pseudorhomboedrischen Arsenogoyazitkristallen. Im Tagebau Aghbar im Revier Bou Azzer wird Cabalzarit von Quarz, Erythrin, Arseniosiderit und Wendwilsonit begleitet.
Vorkommen von Cabalzarit in Deutschland, Österreich oder der Schweiz sind damit nicht bekannt.

## Verwendung
Aufgrund seiner Seltenheit ist Cabalzarit nur für den Mineralsammler interessant.